# Grummelscheid
Grummelscheid ou Gruemelscheid (en luxembourgeois : Grëmmelescht et en allemand : Grümelscheid) est une section de la commune luxembourgeoise de Winseler située dans le canton de Wiltz.